# Emil Tahirovič
Emil Tahirovič (ur. 30 grudnia 1979 w Krce) – słoweński pływak.

## Życiorys
Pływanie trenował od szóstego roku życia. W 2003 roku wystartował na uniwersjadzie, na której był 7. na 50 i 100 m stylem klasycznym.
W 2004 wystartował na igrzyskach olimpijskich, na których był 17. na 100 m stylem klasycznym, 36. na dwukrotnie dłuższym dystansie oraz 14. w sztafecie 4 × 100 m stylem zmiennym.
Czterokrotny medalista igrzysk śródziemnomorskich: w 2005 zdobył złoty medal na 50 metrów stylem klasycznym z czasem 28,02 s (ex aequo z Alessandro Terrinem) i w sztafecie 4 × 100 m stylem zmiennym, która czasem 3:41,12 ustanowiła rekord igrzysk oraz brązowy na 100 m stylem klasycznym z czasem 1:01,73, natomiast w 2009 wywalczył srebro na 50 m stylem klasycznym z czasem 27,27 s, a także był czwarty na 100 m stylem klasycznym z czasem 1:01,66 i w sztafecie 4 × 100 m stylem zmiennym.
Czterokrotny finalista mistrzostw świata: w 2003 był 7. na 50 m stylem klasycznym, dwa lata później zajął 6. miejsce na 50 i 8. na 100 m stylem klasycznym, natomiast w 2009 był 7. na 50 m stylem klasycznym. Trzykrotny finalista mistrzostwa Europy: w 2004 był 8. na 50 i 100 m stylem klasycznym, natomiast w 2010 był 6. na 50 m stylem klasycznym.
Wielokrotny uczestnik mistrzostw Europy na krótkim basenie, w których po raz pierwszy wziął udział w 1998 roku, kończąc rywalizację na 13. miejscu na 100 m stylem klasycznym. Pięć lat później był 6. na 100 m stylem klasycznym i 9. na 50 m tym samym stylem. W 2004 roku zdobył brązowy medal na 50 m stylem klasycznym, a także zajął 4. miejsce na dwukrotnie dłuższym dystansie. W 2005 był 4. na 50 m stylem klasycznym i 5. na 100 m tym samym stylem. W 2006 zajął 5. miejsce na 50 m stylem klasycznym, a na dwukrotnie dłuższym dystansie uplasował się na 13. pozycji. W 2008 wywalczył brąz na 50 m stylem klasycznym, a także był 9. na 100 m stylem klasycznym, natomiast dwa lata później był 5. na 50 m stylem klasycznym i 13. na dwukrotnie dłuższym dystansie. W 2011 zajął 19. miejsce na 100 m stylem klasycznym, natomiast w eliminacjach na 50 m stylem klasycznym nie zakwalifikował się do półfinału mimo jedenastego czasu, z kolei w 2012 był 9. na 50 m stylem klasycznym i 22. na dwukrotnie dłuższym dystansie.
W czerwcu 2014 zakończył karierę. Reprezentował kluby PK Ljubljana i PK Triglav Kranj. Był wielokrotnym rekordzistą Słowenii na 50 i 100 m stylem klasycznym, zarówno na krótkim, jak i na długim basenie.
Latem 2013 poślubił swoją długoletnią partnerkę Aleksandrę, z d. Lanišek, z którą ma syna Taia.